# Eksvampmal
Eksvampmal (Nemapogon inconditellus) är en fjärilsart som först beskrevs av D. Lucas 1956.  Eksvampmal ingår i släktet Nemapogon, och familjen äkta malar. Arten är reproducerande i Sverige.